# واودورس
واودورس (به فرانسوی: Vaudeurs) یک کمون در فرانسه است که در Canton of Cerisiers واقع شده‌است.

## خصوصیات
واودورس ۲۷٫۴۵ کیلومترمربع مساحت و ۵۰۲ نفر جمعیت دارد.